# ساحر شمشاد میرزا
ساحر شمشاد میرزا (انگلیسی: Sahir Shamshad Mirza) ارتشبد نیروی زمینی پاکستان است، که از نوامبر ۲۰۲۲ به‌عنوان هجدهمین رئیس کمیته مشترک نیروهای مسلح پاکستان فعالیت می‌کند.
میرزا فعالیت نظامی را از سال ۱۹۸۷ در هنگ سند نیروی زمینی پاکستان آغاز کرد. وی از ۲۰۱۴ تا ۲۰۱۵ فرماندهی لشکر ۴۰ پیاده را برعهده داشت، از ۲۰۱۵ تا ۲۰۱۸ مدیر کل عملیات نظامی پاکستان بود و از ۲۰۱۸ تا ۲۰۱۹ به‌عنوان جانشین رئیس ستاد کل نیروهای مسلح پاکستان فعالیت می‌کرد. 
وی از ۲۰۱۹ تا ۲۰۲۱ سی و هفتمین رئیس ستاد کل نیروهای مسلح پاکستان بود و از ۲۰۲۱ تا ۲۰۲۲ فرماندهی سپاه پنجم را برعهده داشت.